# Chalki
Chalki eller Halki (grekiska Χάλκη) är en mindre grekisk ö cirka sex kilometer väster om Rhodos ingående i Dodekanisos i Egeiska havet. Med sina 28 km2 är ön den minsta bebodda i Dodekanisosarkipelagen och hyser ungefär 330 bofasta invånare. Tillsammans med ön Alimia och några obebodda öar bildar den även en stadskommun med samma namn. 
Öns lilla by heter Emborios och har en naturlig hamn samt nyklassicistiska byggnader och en bysantinsk kyrka. Det finns ingen massturism på ön, och mycket av det traditionella sättet att leva på finns kvar. Ön har mycket lite trafik och saknar flygplats, men det finns färjeförbindelse med Rhodos.  